# ニコライ・アッゲル
ニコライ・モースゴー・アッゲル（Nicolaj Moesgaard Agger、1988年10月23日 - ）は、デンマーク・ビズオウア出身の元サッカー選手。元デンマークU-21代表。現役時代のポジションはFW。元デンマーク代表のダニエル・アッゲルは従兄弟にあたる。

## 来歴
従兄弟のダニエル・アッゲルと同じく、デンマークの名門、ブレンビーの下部組織出身で、2006-07シーズンにトップチームデビューを飾った。2009-10シーズンは、ブレンビーと同じデンマーク・スーペルリーガ所属のスナユスケ・フッボルトでプレーした。2011年8月31日、スウェーデンのユールゴーデンIFにレンタル移籍した。

## 代表歴
デンマーク代表としてA代表経験はないが、U-17からU-21代表までの各年代では、得点を挙げるなど活躍している。

## 所属クラブ
- 2006-2012  ブレンビーIF

→2009  スナユスケ・フッボルト (loan)
→2011  ユールゴーデンIF (loan)
- 2012-2014  ヴェイレ・ボルドクラブ
- 2014-2017  シルケボーIF
- 2017-2021  ヴィズオウアIF